# Symbian Series 80
S80 (Series 80) — программная платформа для флагманских бизнес-смартфонов компании Nokia (серия 9xxx) на базе Symbian OS.
S80 была представлена в 2000 году как специализированная программная платформа для коммуникаторов, выпускаемых компанией Nokia. Платформа разрабатывалась параллельно Series 60 (S60). Основным отличием от Series 60 была поддержка экранов большого разрешения (640×200) и QWERTY/ЙЦУКЕН-клавиатуры. Платформа S80 была несовместима как с программами для S60, так и с программами для предшествующих моделей коммуникаторов Nokia.
В 2005 году компания Nokia заявила о прекращении дальнейшей разработки платформы S80. Наработки, созданные за время существования Series 80, были перенесены в обновлённую программную платформу  S60, ставшую универсальной платформой для всех смартфонов компании. В 2007 году вышла первая модель коммуникатора на платформе Series 60 — Nokia E90.

## Технические характеристики
- Существовало 2 редакции S80: Первая редакция (S80 1-st Edition) использовала операционную систему Symbian OS 6.0, вторая (S80 2-nd Edition) — Symbian OS 7.0s.
- Разрешение экрана — 640×200
- Поддержка QWERTY/ЙЦУКЕН-клавиатуры
- Поддержка J2ME-приложений
- Поддержка SSL/TLS
- Полноценный веб-браузер на основе Opera
- Возможность принимать и отправлять факсы
- Поддержка Wi-Fi и Bluetooth (для 2-й редакции)

## Модели телефонов
S80 1-st Edition:
- Nokia 9210
- Nokia 9210i
- Nokia 9290 (версия 9210 для американского рынка)

S80 2-nd Edition:
- Nokia 9300
- Nokia 9300i
- Nokia 9500